# Ignacio Aldama
Ignacio Aldama är en ort i Mexiko.   Den ligger i kommunen Charcas och delstaten San Luis Potosí, i den centrala delen av landet, 400 km norr om huvudstaden Mexico City. Ignacio Aldama ligger 1 997 meter över havet och antalet invånare är 108.
Terrängen runt Ignacio Aldama är varierad. Runt Ignacio Aldama är det mycket glesbefolkat, med 6 invånare per kvadratkilometer. Närmaste större samhälle är Santa Rita de los Hernández, 6,4 km öster om Ignacio Aldama. Omgivningarna runt Ignacio Aldama är i huvudsak ett öppet busklandskap.